# Fermí de Pamplona
Fermí o Fermí de Pamplona fou un bisbe i sant hispà, patró de Navarra, que va viure a la segona meitat del segle iii, va predicar a Amiens i hi va morir màrtir en 303.

## Llegenda
Fermí havia nascut a Pompaelo (actual Pamplona), fill d'un senador romà. Es va convertir per les predicacions de Sant Honest i Sant Sadurní, que el batejà. Honest el va enviar a Tolosa (on Sadurní havia mort martiritzat, arrossegat per un brau) per preparar-se per al bisbat. Era llavors bisbe de Tolosa Honorat de Tolosa, successor de Sadurní, que havia estat també batejat per aquest, alhora que Fermí.
Després d'un temps d'estada a Tolosa, Fermí va ser ungit bisbe i va retornar a Pamplona, on encara era Honest que va morir cap al 260. Fermí va ser el primer bisbe de la ciutat (doncs Honest mai va tenir la qualificació de bisbe). Així doncs, Fermí n'era bisbe en el moment de les devastacions dels francs a la Tarraconense (260-280).
Més tard, va retornar a les Gàl·lies, segurament en el moviment que va acompanyar a les devastacions dels bàrbars, en què els grans propietaris deixaven les seves residències poc segures per establir-se en zones més protegides, i es va establir a Amiens, a la Picardia, on va aconseguir diverses conversions, però hi va acabar martiritzat probablement el 25 de setembre del 303 (en tot cas no sembla probable que la seva mort fos anterior al 269). Després el cristianisme va desaparèixer de Pamplona, especialment amb la persecució de Dioclecià.

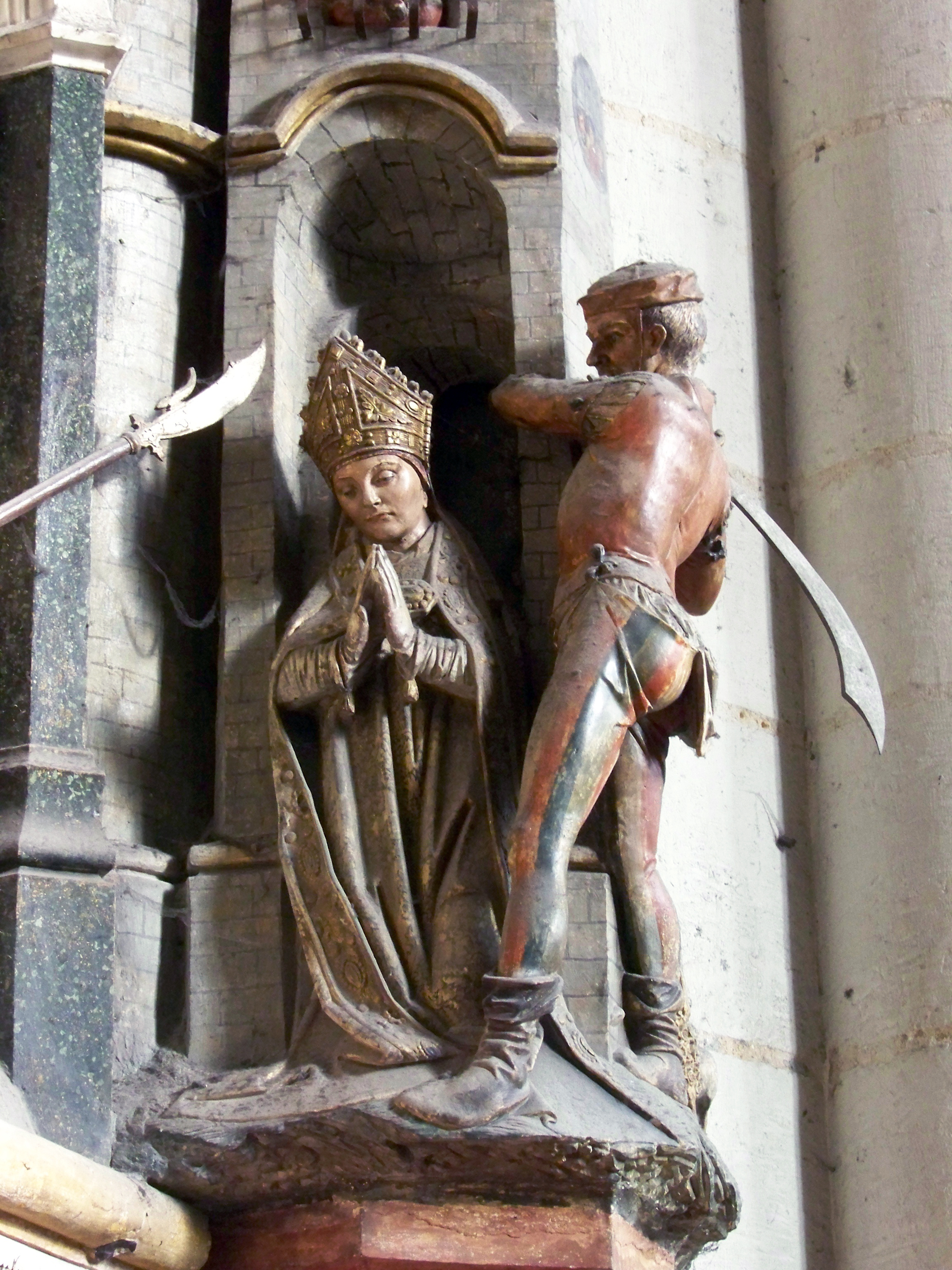
Martiri del sant, al cor de la Catedral d'Amiens (segle xiv)
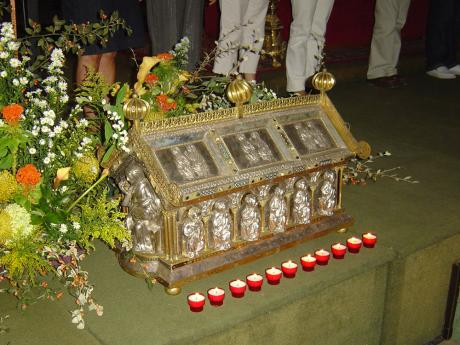
Relicari amb el cos del sant a la Catedral d'Amiens
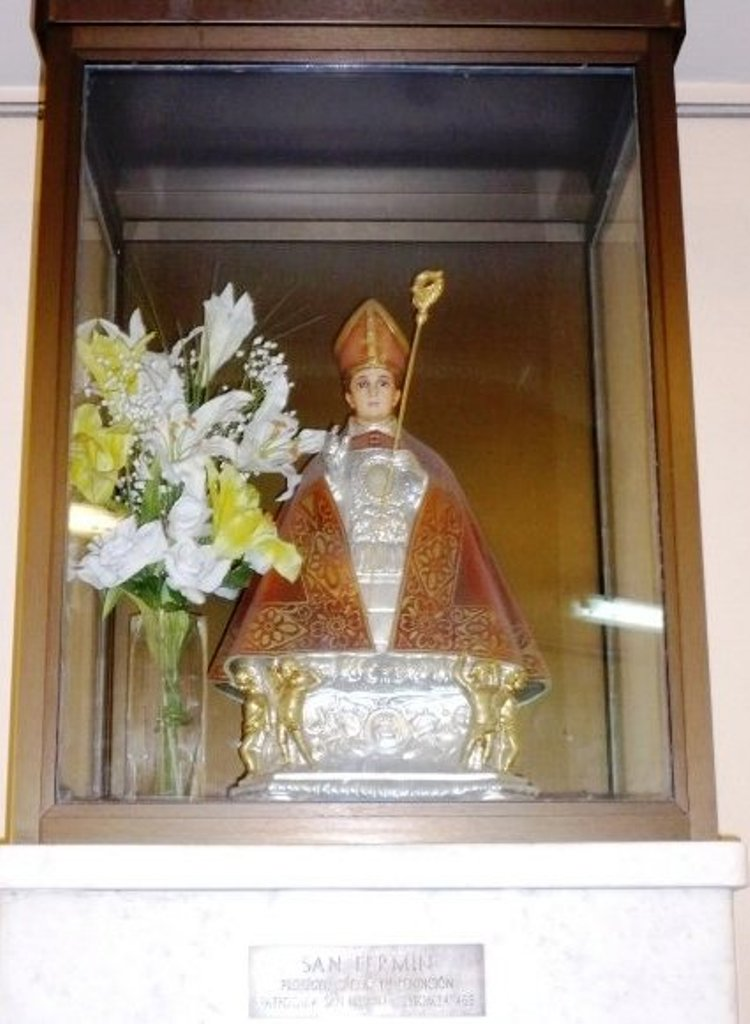
Imatge del sant a Buenos Aires, còpia de la que es treu en processó a Pamplona
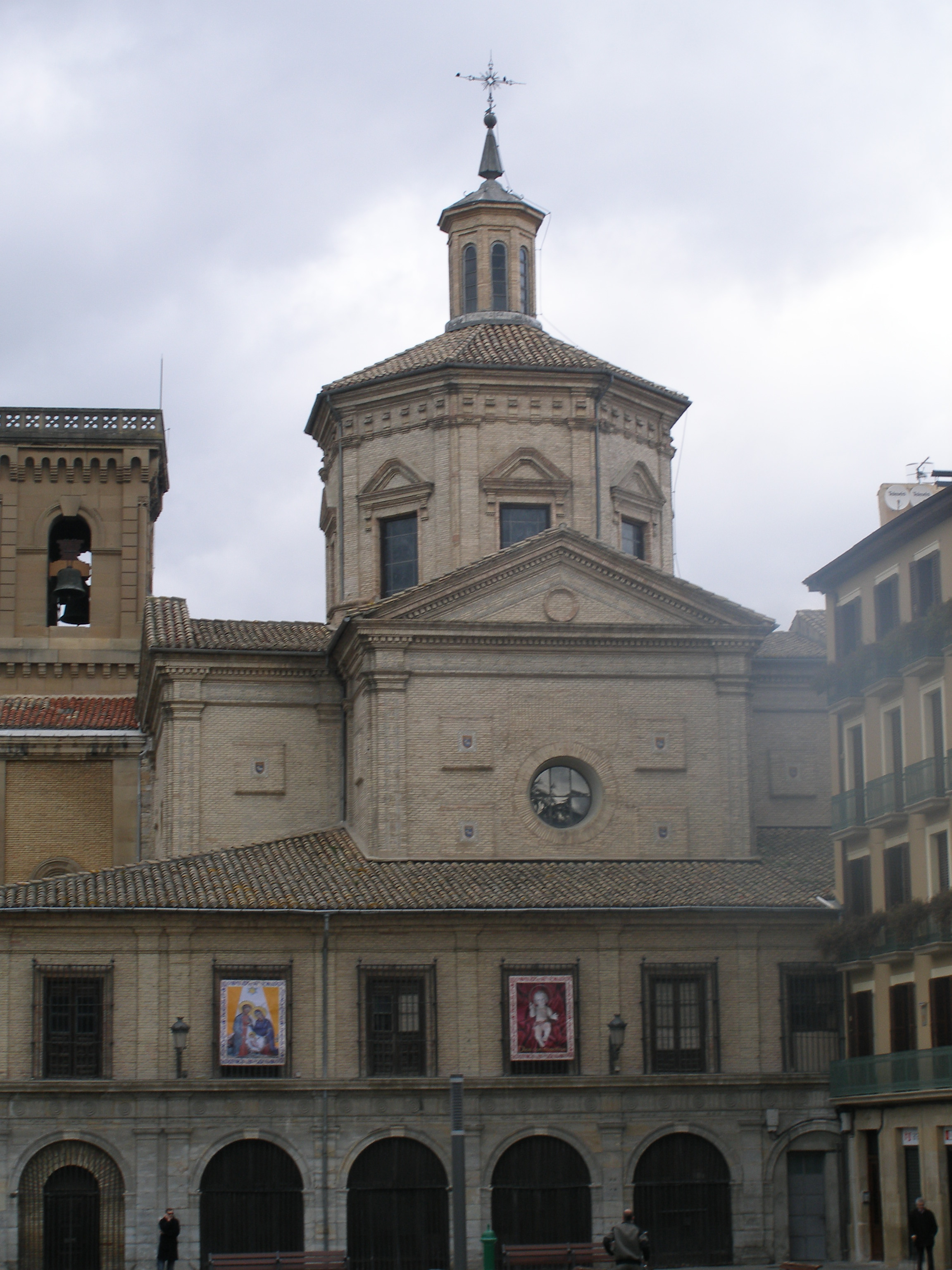
Capella de Sant Fermí, a l'església de Sant Llorenç de Pamplona

## Veneració
Se'n conserven les relíquies a la Catedral d'Amiens, en un cofre d'argent del s. XIII. Part del cap va ser enviada a Pamplona en 1196, on es venera a l'església de San Lorenzo, a la capella de Sant Fermí, reformada durant el segle xviii. El culte a Sant Fermí a Pamplona originà llavors, les Festes de Sant Fermí, en les quals es palesà la barreja de tradicions que s'havia produït: s'hi mesclaren elements del martiri de Sant Sadurní (el brau, recordat als encierros) i de Fermí (el degollament, recordat mitjançant el mocador vermell que els mossos porten al coll).
A més d'Amiens i Pamplona, també és venerat a Beaugency i Lesaka (Navarra).

### Escenes de la vida de Sant Fermí a la Catedral de Notre-Dame d'Amiens)
Al mur del rerecor de la catedral d'Amiens hi ha una sèrie de fornícules amb relleus, del segle xvi, que mostren la vida i martiri de Sant Fermí, amb verset en francès que la narren.

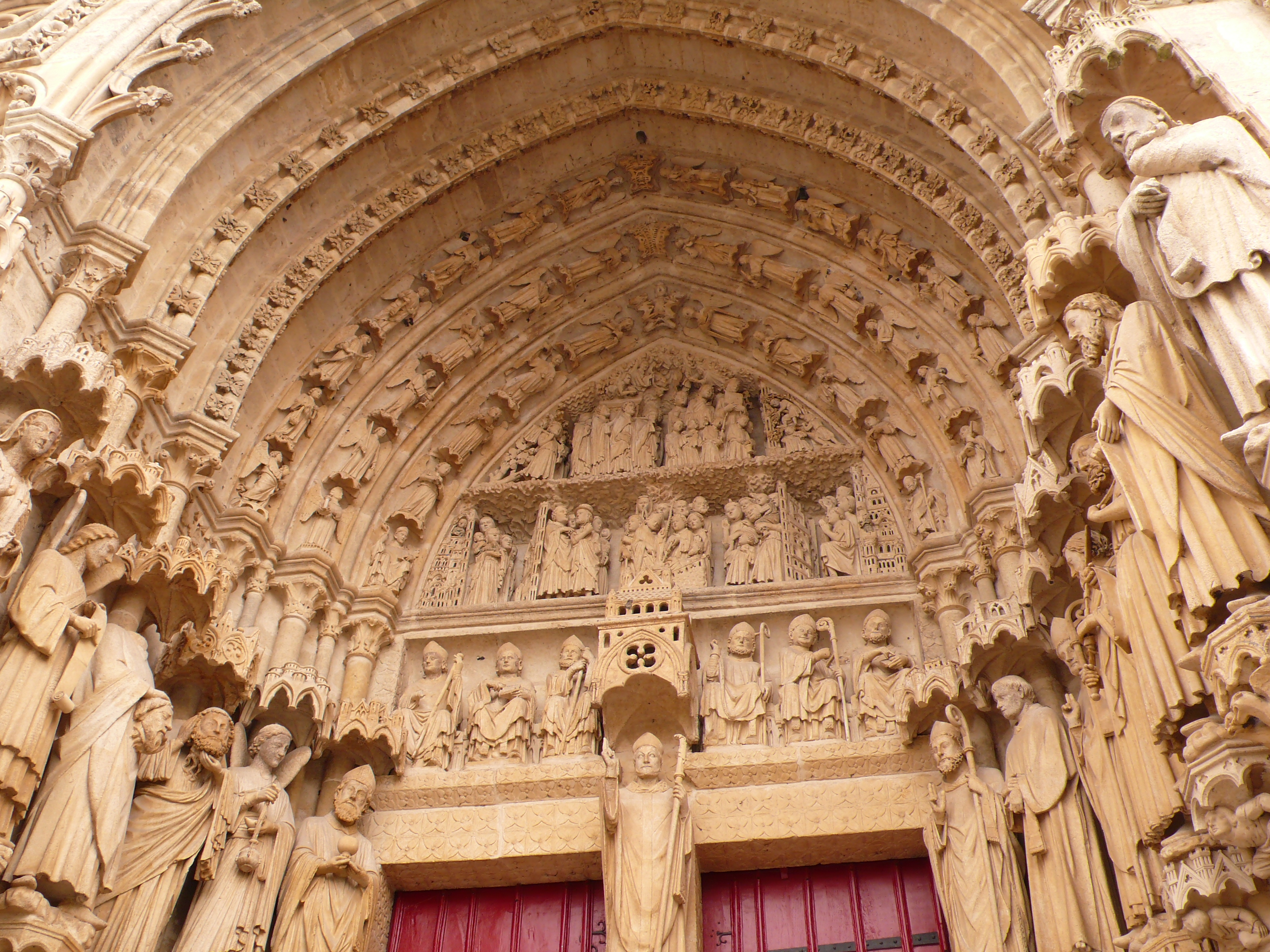
Porta de Sant Fermí, a la catedral, amb l'estàtua del sant al pilar central
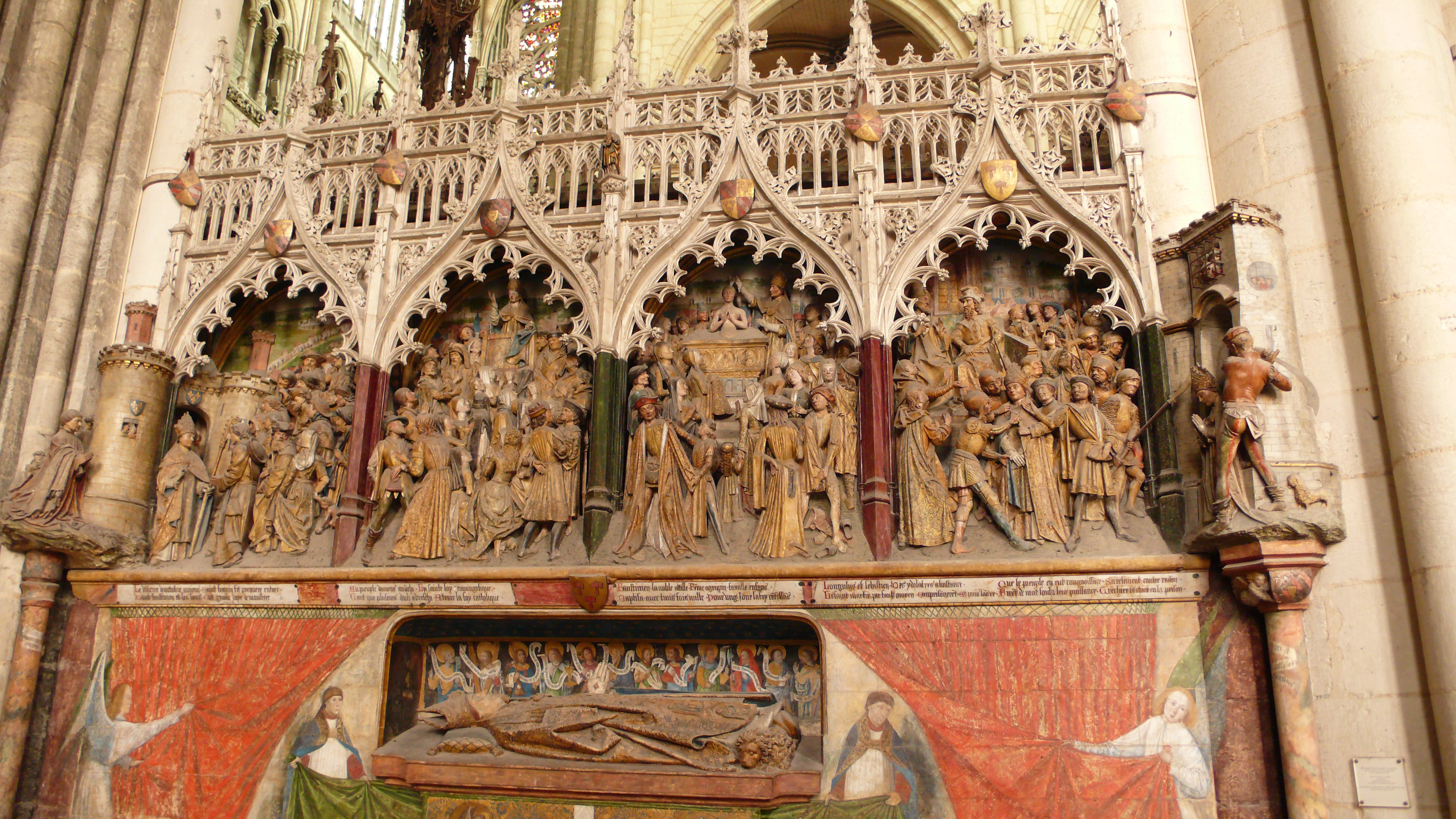
Rerecor amb la vida del sant, a Amiens
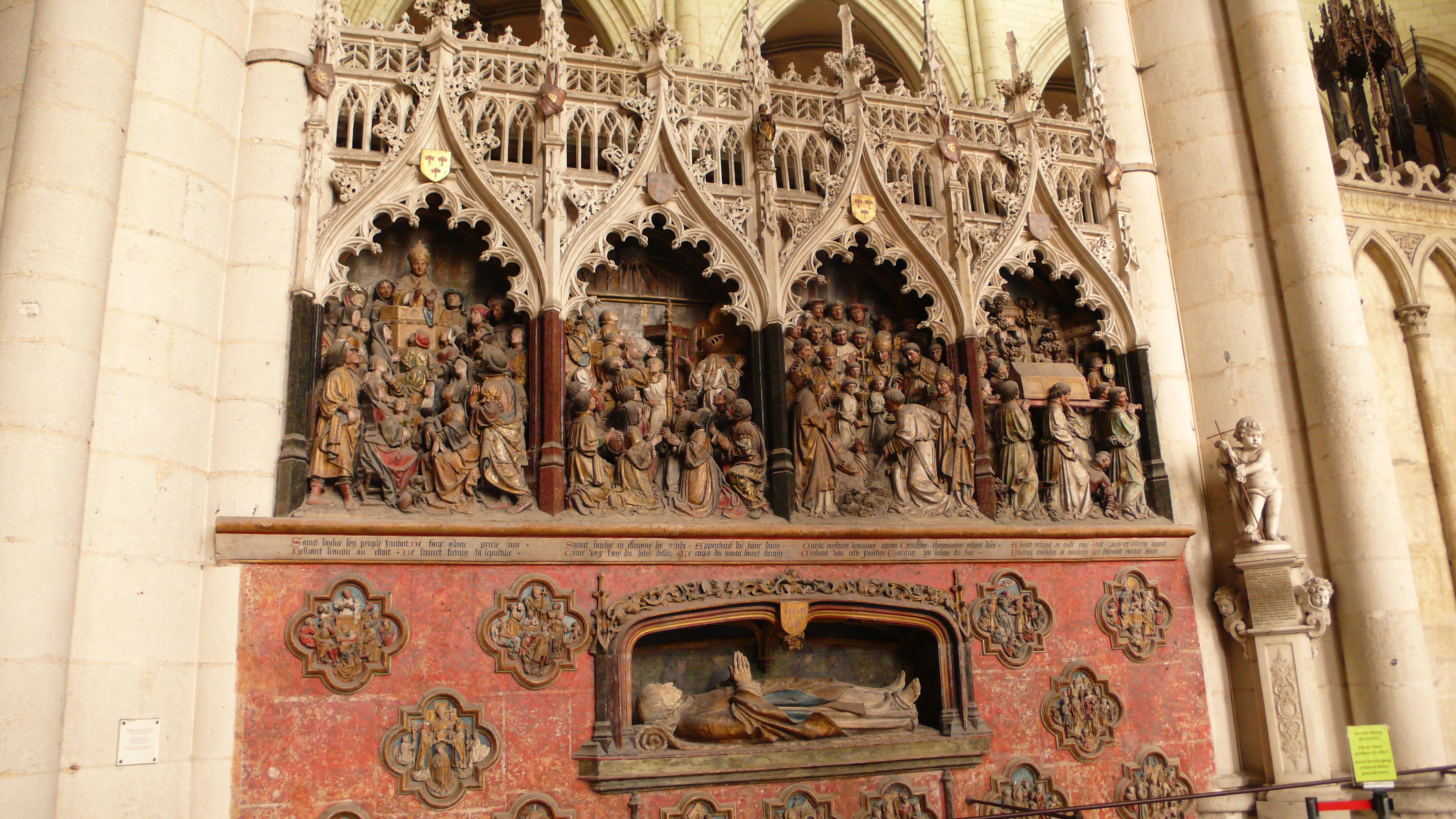
Rerecor amb la vida del sant
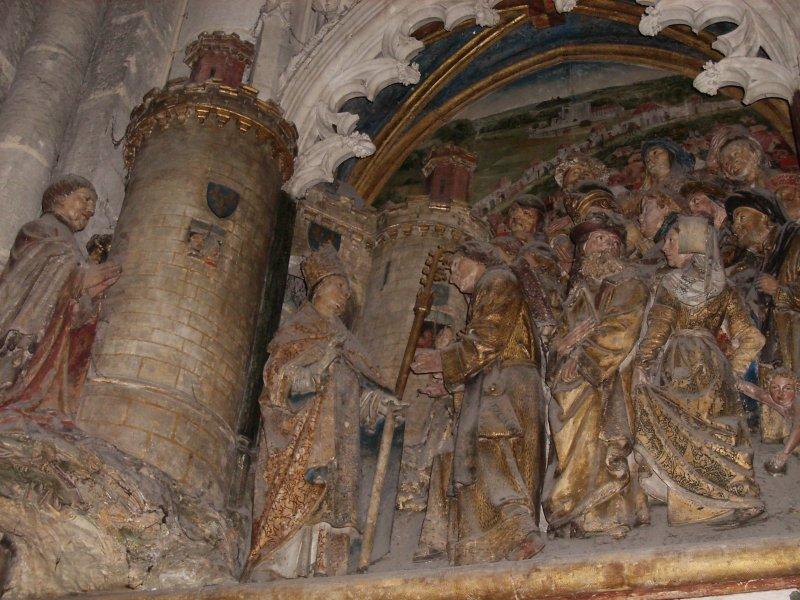
Entrada del sant en Amiens
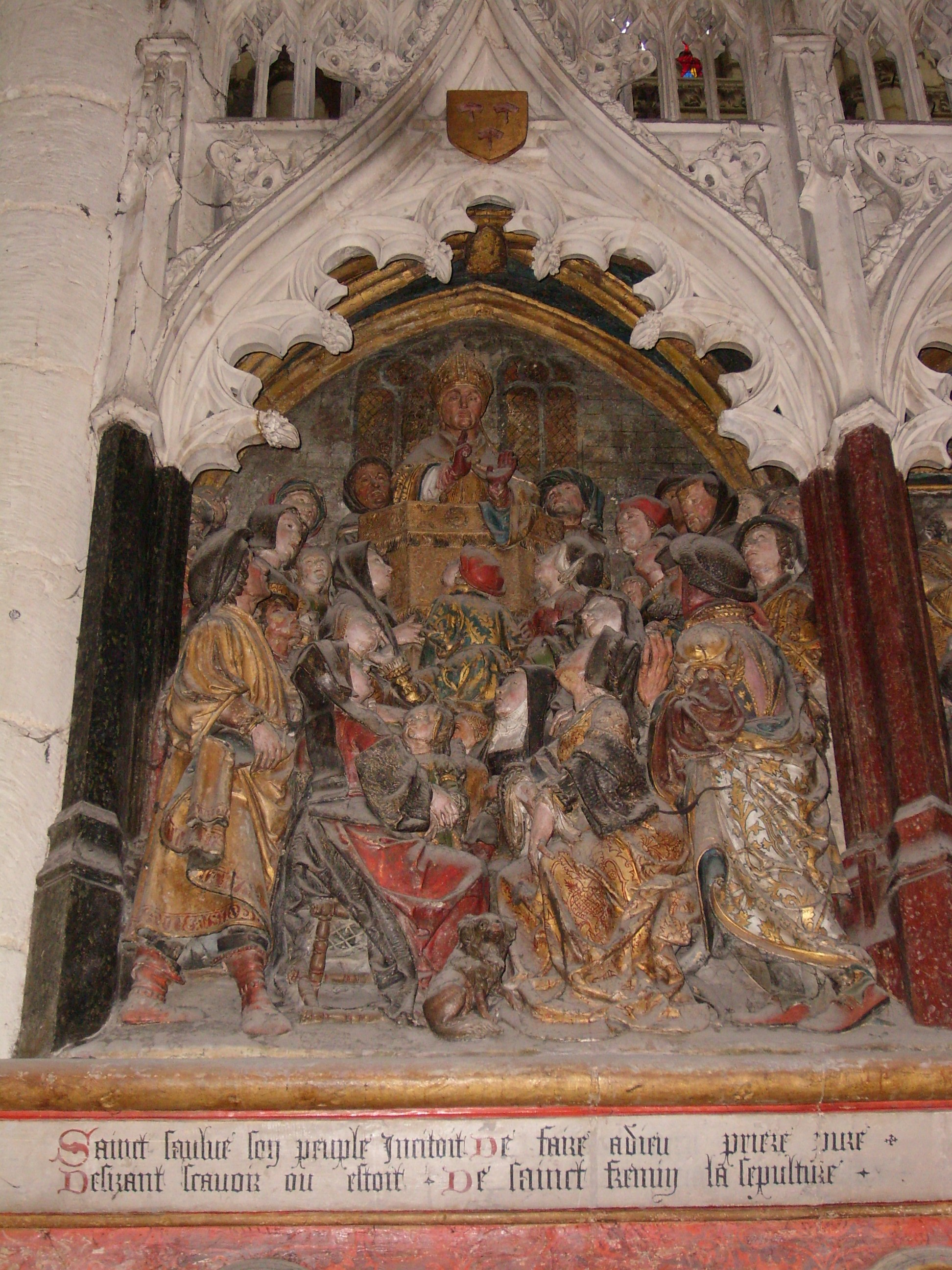
Predicació de l'Evangeli
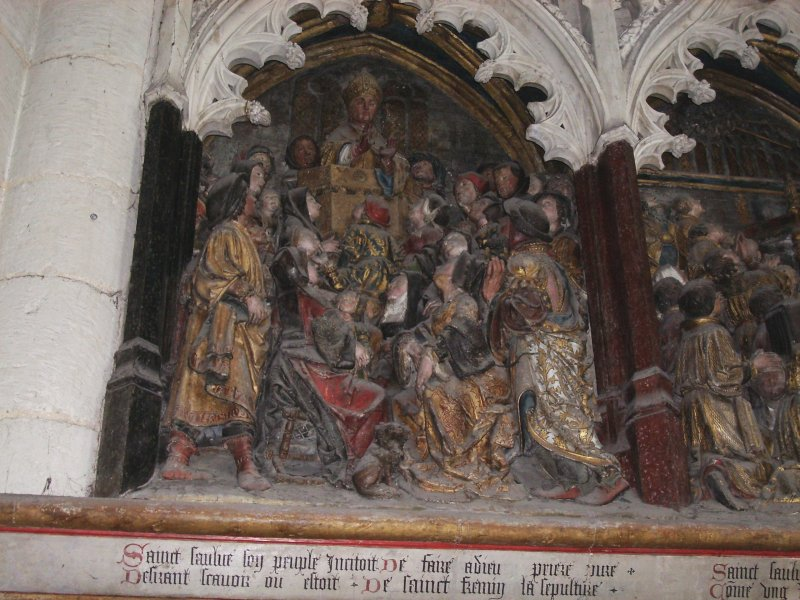
El cos del sant és trobat, com havia predit Sant Salvi
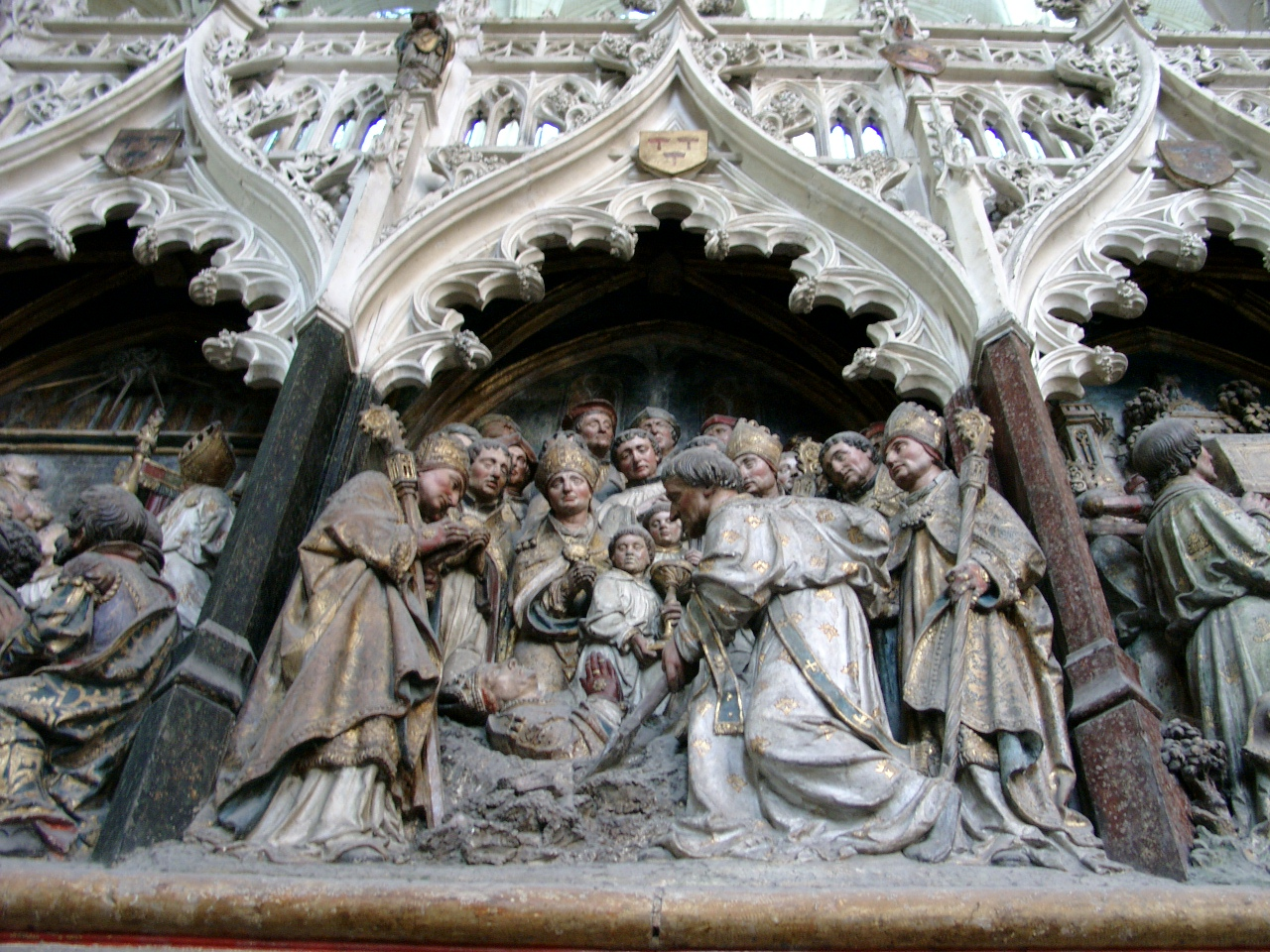
Exhumació del cos de Fermí
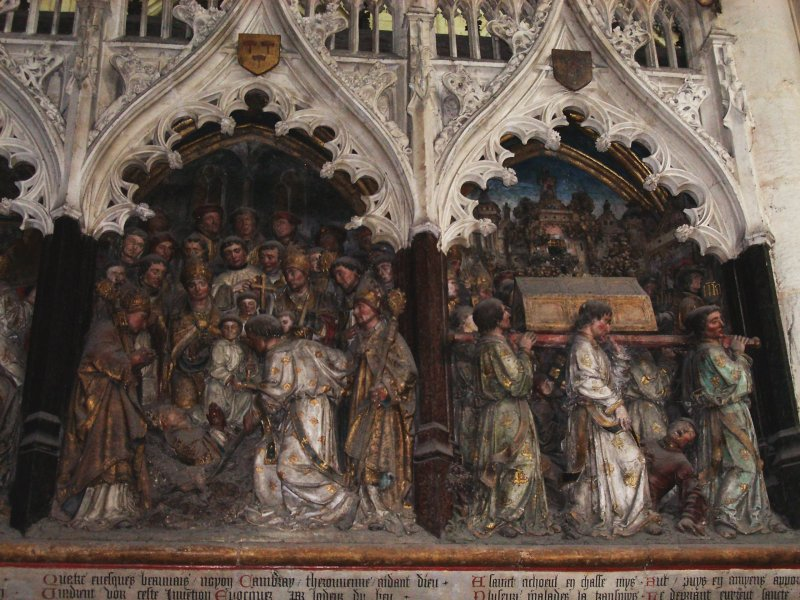
Exhumació i trasllat del cos